# 장손순
장손 순(長孫順, ? ~ ?)은 전한 후기의 유학자로, 치천국 사람이다.

## 행적
왕길의 밑에서 학문을 익혔고, 박사(博士)를 지냈다.
제자로 발복이 있었다.

## 출전
- 반고, 《한서》 권88 유림전